# Progress MS-3
Progress MS-3 (ryska: Прогресс МС-3) eller som NASA kallar den, Progress 64 eller 64P, är en rysk obemannad rymdfarkost som levererat förnödenheter, syre, vatten och bränsle till Internationella rymdstationen (ISS). 
Farkosten sköts upp med en Sojuz-U-raket från Kosmodromen i Bajkonur, den 16 juli 2016, från Kosmodromen i Bajkonur. Och dockade med rymdstationen, den 19 juli 2016. 
Den lämna rymdstationen den 31 januari 2017 och brann som planerat upp i jordens atmosfär några timmar senare.

### Fotnoter
1. 1 2 3 4  Russianspaceweb Arkiverad 18 juli 2016 hämtat från the Wayback Machine., läst 16 juli 2016.
2. ↑  ”NASA Space Science Data Coordinated Archive” (på engelska). NASA. https://nssdc.gsfc.nasa.gov/nmc/spacecraft/display.action?id=2016-045A. Läst 1 mars 2020.
3. ↑  mcc.rsa.ru Arkiverad 18 september 2016 hämtat från the Wayback Machine., läst 18 juli 2016.
4. ↑  NASA blog Arkiverad 9 februari 2017 hämtat från the Wayback Machine., läst 7 februari 2017.